# Louis-Robert de Cuvillon
Louis-Robert de Cuvillon (Paris, 29 février 1848 - Paris, 13 novembre 1931) est un peintre français.

## Biographie
Cuvillon est un élève de Dubufe, Mazerolle et Puvis de Chavannes, ainsi que d'Alexandre-Louis Leloir. Il participe au Salon de Paris de 1874, 1877 et 1881. 
Membre de la Société d'aquarellistes français.

## Collection publique
- Harem Woman with Ostrich Fan, aquarelle, 27,5 x 19,4 cm, 1892, Brooklyn Museum[4].
- Portrait de l'empereur Pedro II du Brésil, huile sur ivoire, Juiz de Fora, Museu Mariano Procópio.
- Portrait de l'impératrice Teresa Cristina, huile sur ivoire, Juiz de Fora, Museu Mariano Procópio.